# Lepanthes inaequisepala
Lepanthes inaequisepala là một loài thực vật có hoa trong họ Lan. Loài này được Luer & J.J.Portilla mô tả khoa học đầu tiên năm 2005.